# Frome (fleuve)
Pour les articles homonymes, voir Frome (homonymie).
La Frome est un fleuve anglais de 48 km de long qui coule dans le comté du Dorset. Il rejoint la Poole Harbour avant de se jeter dans la Manche.